# Xestoleberis depressa
Xestoleberis depressa är en kräftdjursart som beskrevs av Georg Ossian Sars 1866. Xestoleberis depressa ingår i släktet Xestoleberis och familjen Xestoleberididae. Arten är reproducerande i Sverige. Inga underarter finns listade i Catalogue of Life.